# Stephanie Metz
Stephanie E. Metz (* 1987) ist eine deutsche Archäologin und Archäoinformatikerin.

## Werdegang
Stephanie Metz studierte Vor- und Frühgeschichtliche Archäologie sowie Geoinformatik an der Universität München sowie an der Universität Salzburg und war auch an beiden Universitäten beruflich tätig. Ihre Masterarbeit verfasste sie 2015 in München zum Thema Siedlungsstrukturen des Jungneolithikums in Südbayern – GIS-gestützte Analysen. Nach dem Studium arbeitete sie an der Heidelberger Akademie der Wissenschaften und der Universität Göttingen. Im Anschluss begann sie bei der Generaldirektion Kulturelles Erbe Rheinland-Pfalz (GDKE) zu arbeiten, wo sie als Gebietsreferentin und Leiterin der Geschäftsstelle Digitalisierung tätig war. Zum Jahresbeginn 2023 wechselte sie als Leiterin einer der vier Außenstellen der Rheinland-Pfälzischen Landesarchäologie nach Mainz, wo sie die Nachfolge von Marion Witteyer antrat. Zudem leitet sie auch weiterhin die Geschäftsstelle Digitalisierung der GDKE.
Als Leiterin der Außenstelle Mainz ist Metz verantwortlich für die Archäologie in den Städten Mainz und Worms sowie in den Landkreisen Bad Kreuznach (mit Bad Kreuznach), Mainz-Bingen (mit Bingen am Rhein), Ingelheim am Rhein mit der Pfalz Ingelheim) und Alzey-Worms (mit Alzey, Osthofen, Wörrstadt. Wie auch die Leiter der Außenstellen Koblenz, Speyer und Trier ist Metz eine der vier Vertreter des Bundeslandes Rheinland-Pfalz beim Verband der Landesarchäologien.
Neben den mit ihrer Arbeit verbundenen archäologischen regionalen Fragen befasst sich Metz insbesondere mit der Archäoinformatik, etwa mit quantitativen Methoden in der Archäologie, sowie mit der Gletscherarchäologie in den Alpen. 2017 wurde Metz zur 1. Vorsitzenden der Arbeitsgemeinschaft Computer-Anwendungen und Quantitative Methoden in der Archäologie gewählt, was sie bis zur Wahl des folgenden Vorstandes 2019 blieb.